# Microserica geberbauer
Microserica geberbauer är en skalbaggsart som beskrevs av Ahrens 2004. Microserica geberbauer ingår i släktet Microserica och familjen Melolonthidae. Inga underarter finns listade i Catalogue of Life.